# Wasp-Klasse
Die Wasp-Klasse ist eine Klasse amphibischer Angriffsschiffe der United States Navy. Sie wurde Anfang der 1980er Jahre entwickelt. Als erste Einheit ging 1989 die Wasp in Dienst. Die achte und letzte Einheit Makin Island wurde 2009 an die Flotte übergeben.
Die Schiffe, die die Ausmaße von Flugzeugträgern aus dem Zweiten Weltkrieg erreichen, transportieren bis zu 40 Luftfahrzeuge, sowohl Hubschrauber als auch Senkrechtstarter, und in einem internen Welldeck mehrere Landungsfahrzeuge. Dies können Landungsboote, Luftkissenfahrzeuge oder amphibische gepanzerte Truppentransporter sein, jeweils dem Auftrag angepasst in unterschiedlichen Mengen und Kombinationen. Sie werden in speziellen Kampfgruppen für die amphibische Kriegsführung eingesetzt, können aber auch humanitäre Hilfsoperationen durchführen.

## Geschichte

### Planung und Bau

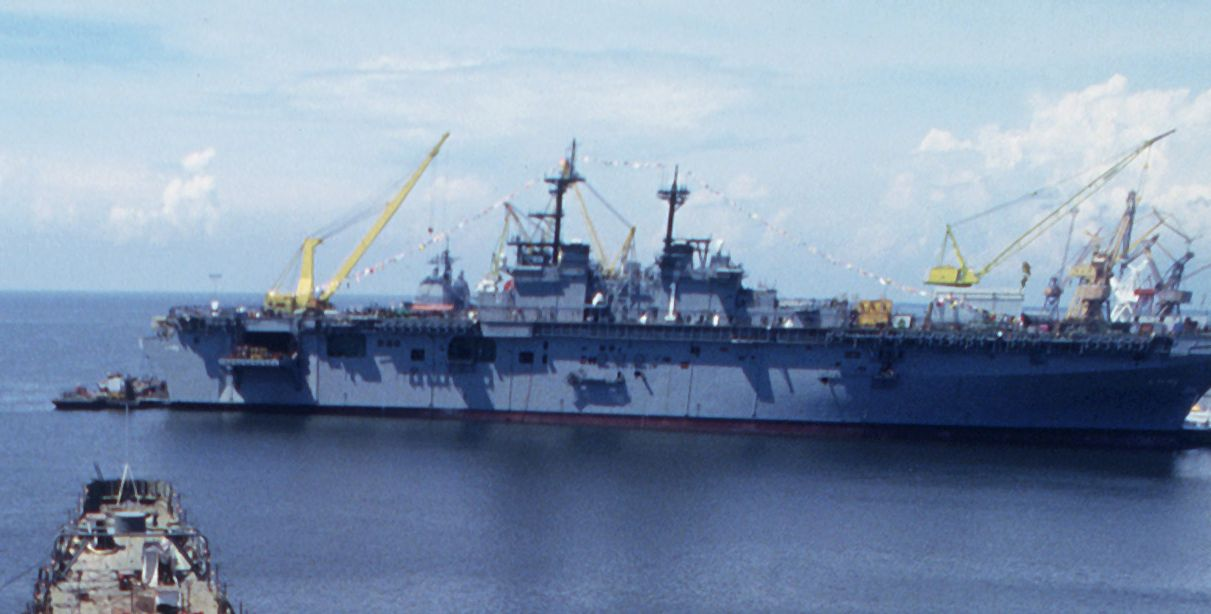
Bild der Wasp 1987 im Bau

Die Planung für die Schiffe der Wasp-Klasse begann um 1980, dabei wurde stark auf die Pläne der vorhergehenden Tarawa-Klasse zurückgegriffen. Auch wenn beide Klassen amphibische Angriffsschiffe sind, gibt es bei den Neubauten Detailveränderungen, die aus den Wasps nicht nur eine eigenständige Schiffsklasse machten, sondern ihr sogar eine eigene Kennung, LHD für Landing Helicopter Dock, einbrachten. Der Grund liegt in der gegenüber ihren Vorgängern wesentlich gesteigerten Dockkapazität.
Ursprünglich wollte die US Navy bis zu elf Schiffe dieser Klasse bauen, 1984 wurde die erste Einheit in Auftrag gegeben. Später wurde die projektierte Anzahl auf sieben reduziert, die bis 1995 geordert wurden. Planungs- und Bauwerft aller Einheiten war Ingalls Shipbuilding in Pascagoula, Mississippi. 2001 wurde die letzte der sieben Einheiten in Dienst gestellt. Die Kosten für Bau und Ausrüstung lagen pro Schiff bei rund 1,2 Milliarden US-Dollar.
Nachdem klar wurde, dass einzelne Schiffe der Tarawa-Klasse nicht ihre vorgesehene Lebensdauer von 35 bis 40 Jahren erreichen würden, sondern mindestens eine der Einheiten schon um 2005 außer Dienst gehen würde, wurde 2002 ein weiterer Auftrag für die achte und letzte Einheit der Klasse vergeben. Das Schiff erfuhr als Nachzügler umfangreiche Änderungen vor allem an der Antriebsanlage. Auf Grund von Beschädigungen während des Hurrikans „Katrina“ und späteren Problemen mit der Verkabelung an Bord wurde es erst 2009 statt wie geplant 2007 in Dienst gestellt. Die Kosten sollten ursprünglich bei rund 2,2 Mrd. Dollar liegen, stiegen aber durch die Verzögerung noch um über 300 Millionen Dollar. Diese wurden teilweise von der Werft, ebenfalls Ingalls, getragen.
Die Benennung der Schiffe folgt nicht, wie bei früheren amphibischen Schiffen der US Navy, der Tradition, Namen nach großen Schlachten des Marine Corps auszuwählen. Stattdessen wurden hauptsächlich Namen von historischen Flugzeugträgern wiederverwendet.

### Gegenwart und Zukunft
Die sieben ursprünglichen Schiffe der Wasp-Klasse gingen zwischen 1989 und 2001 in Dienst und ersetzten teilweise die veralteten Helikopterträger der Iwo-Jima-Klasse, teilweise waren sie eine ersatzunabhängige Ergänzung der amphibischen Streitkräfte der US Navy. In diesen bildet die Wasp-Klasse, bis zu ihrer endgültigen Ausmusterung wahlweise auch die Tarawa-Klasse, die Hauptkomponente jeweils einer amphibischen Kampfgruppe.
2015 ging außerdem die erste Einheit der America-Klasse in Dienst. Die Americas übernehmen somit die bisherige Aufgabe der Tarawas. Ab 2027 sollten die ersten Wasp außer Dienst gestellt und ebenfalls durch Neubauten ersetzt werden. Aufgrund eines Brandes schied die USS Bonhomme Richard bereits 2021 aus dem Dienst aus.

## Einheiten
| Name             | Auftragsvergabe    | Kiellegung        | Stapellauf         | Indienststellung   | Außerdienststellung | Heimathafen | Verbleib/Bemerkungen        |
| ---------------- | ------------------ | ----------------- | ------------------ | ------------------ | ------------------- | ----------- | --------------------------- |
| Wasp             | 28. Februar 1984   | 30. Mai 1985      | 4. August 1987     | 29. Juli 1989      |                     |             |                             |
| Essex            | 10. September 1986 | 20. März 1989     | 23. Februar 1991   | 17. Oktober 1992   |                     |             |                             |
| Kearsarge        | 20. November 1987  | 6. Februar 1990   | 26. März 1992      | 16. Oktober 1993   |                     |             |                             |
| Boxer            | 10. März 1988      | 8. April 1991     | 13. August 1993    | 11. Februar 1995   |                     |             |                             |
| Bataan           | 20. Dezember 1991  | 22. Juni 1994     | 15. März 1996      | 20. September 1997 |                     |             |                             |
| Bonhomme Richard | 11. Dezember 1992  | 18. April 1995    | 14. März 1997      | 15. August 1998    | 15. April 2021      |             | 2021 Abbruch in Brownsville |
| Iwo Jima         | 28. Februar 1995   | 12. Dezember 1997 | 25. März 2001      | 30. Juni 2001      |                     |             |                             |
| Makin Island     | 19. April 2002     | 14. Februar 2004  | 22. September 2006 | 24. Oktober 2009   |                     |             |                             |

## Technik

### Rumpf

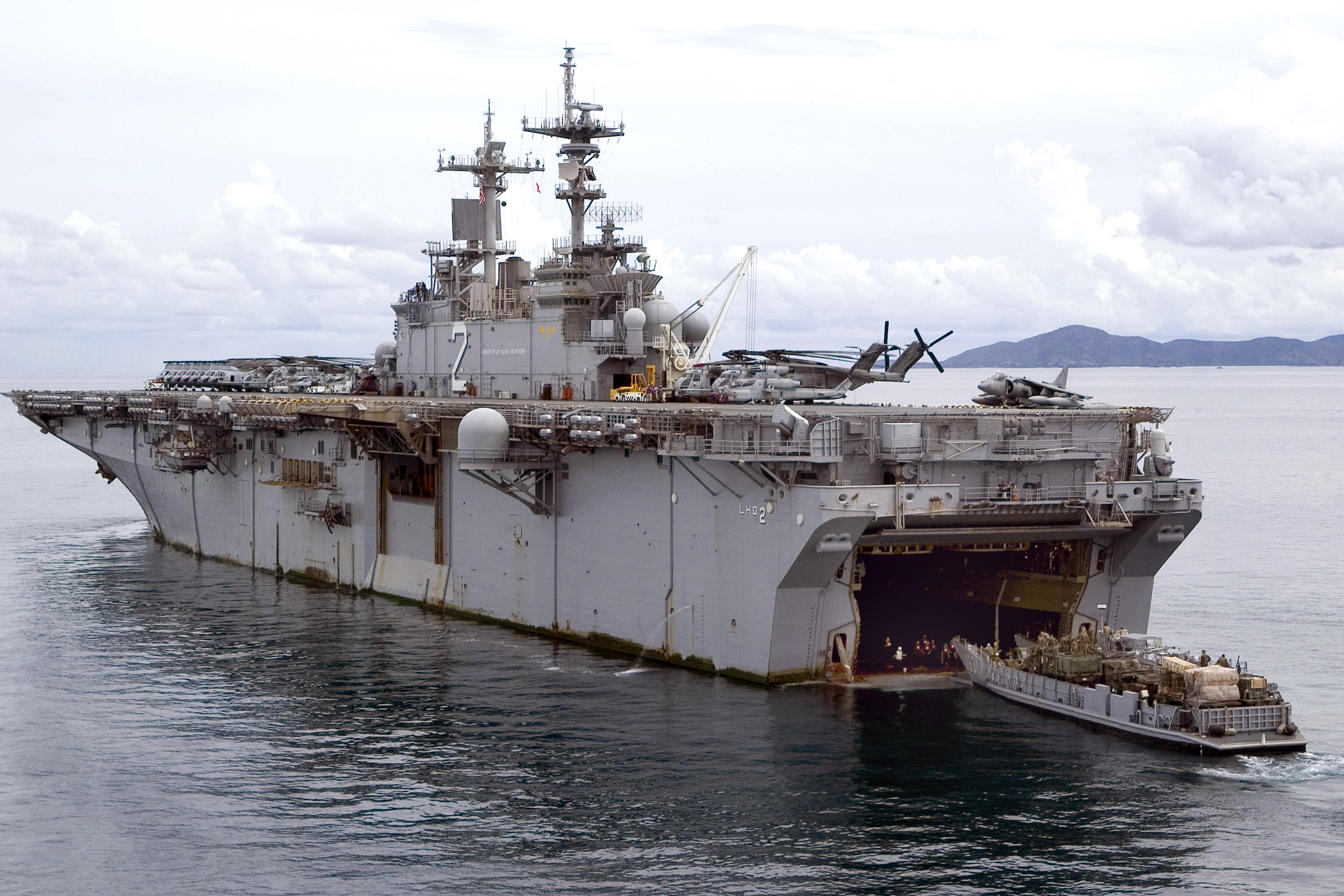
Diese Ansicht zeigt das Anlanden eines LCU an das nicht geflutete Welldeck der Essex.

Die Schiffe der Wasp-Klasse sind 257,2 Meter lang (über alles, also die Länge des Flugdecks), die Konstruktionswasserlinie liegt bei 237,1 Meter. Die Breite beträgt 33,5 Meter bzw. 32,3 Meter. Die Verdrängung bei voller Zuladung liegt bei etwas über 40.000 ts. Damit kommen die Schiffe auf rund 8,2 Meter Tiefgang. Von den Ausmaßen ähneln die Schiffe damit Flugzeugträgern aus dem Zweiten Weltkrieg, sind aber bedeutend schwerer als diese.
Das Deck ist durchgehend als Flugdeck ausgelegt; lediglich eine Insel, wie sie auch moderne Flugzeugträger haben, ragt darüber hinaus und beherbergt Kontrollräume sowie den Antennenwald mit sämtlichen elektrischen Anlagen an zwei Masten. Das Flugdeck ist aus gehärtetem HY-100-Stahl gefertigt, um auch senkrecht startenden Jets eine sichere Landefläche bieten zu können. Unter dem Flugdeck befindet sich im achteren Drittel ein geschütztes Hangardeck für die Bordflugzeuge und -helikopter. An Back- und Steuerbord befördert je ein Flugzeugaufzug diese auf das Flugdeck.
Unter dem Hangar sind die achteren 82 Meter vom 15 Meter breiten Welldeck belegt, das nach hinten durch ein Tor abgeschlossen wird. Damit Landeboote dort ein- und ausfahren können, nehmen große Ballasttanks Seewasser auf und lassen das Heck zusätzlich um fast drei Meter, auf dann elf Meter Tiefgang absinken. Weiter Richtung Bug befinden sich rund 2000 Quadratmeter Frachtraum.

### Antrieb
Die ersten sieben Einheiten werden von einem Dampfantrieb angetrieben. Zwei ölbefeuerte Kessel erhitzen Wasser, der erzeugte Dampf treibt zwei Getriebeturbinen an, von denen jede wiederum eine Welle mit einem Propeller antreibt. Die fünfblättrigen Propeller haben einen Durchmesser von fast fünf Metern. Die Leistung des Systems liegt bei rund 70.000 Wellen-PS, die Geschwindigkeit beträgt laut offizieller Angabe 20+ Knoten, tatsächlich dürfte diese bei etwa 24 Knoten liegen. Die Reichweite ohne Bunkern liegt bei einer Marschgeschwindigkeit von 20 Knoten bei rund 9500 Seemeilen. Die Energie für das Bordnetz wird von Dampfgeneratoren erzeugt, die Leistung beträgt 16 Megawatt.
Die als Nachzügler geplante Einheit Makin Island erhielt im Gegensatz dazu zwei LM-2500+-Gasturbinen von General Electric, die dem Schiff ähnliche Leistungswerte wie ihren Vorgängen bringen, aber eine sehr viel höhere Beschleunigung erlauben. Die Makin Island ist damit das erste gasturbinengetriebene Flugdeckschiff der US Navy. Bei niedrigen Geschwindigkeiten unter 12 Knoten wird das Schiff ausschließlich durch zwei 5000-PS-Elektromotoren angetrieben, wodurch bis zu 25 % Betriebszeit der Gasturbinen und somit über 1,5 Millionen Liter Treibstoff eingespart werden sollen. Auch die Energieerzeugung wurde umgestellt, statt Dampfgeneratoren erzeugen sechs Dieselgeneratoren eine maximale Leistung von 24 Megawatt. Über die vorgesehene 40-jährige Dienstzeit soll das Treibstoffkosten in Höhe von 250 Millionen US-Dollar einsparen.
Zusätzlich erzeugt jedes Schiff rund 900.000 Liter Frischwasser pro Tag.
Um die Stabilität der Schiffe zu gewährleisten, befinden sich die schweren Antriebsanlagen mittschiffs auf den untersten Decks.

### Eingeschiffte Luft- und Wasserfahrzeuge

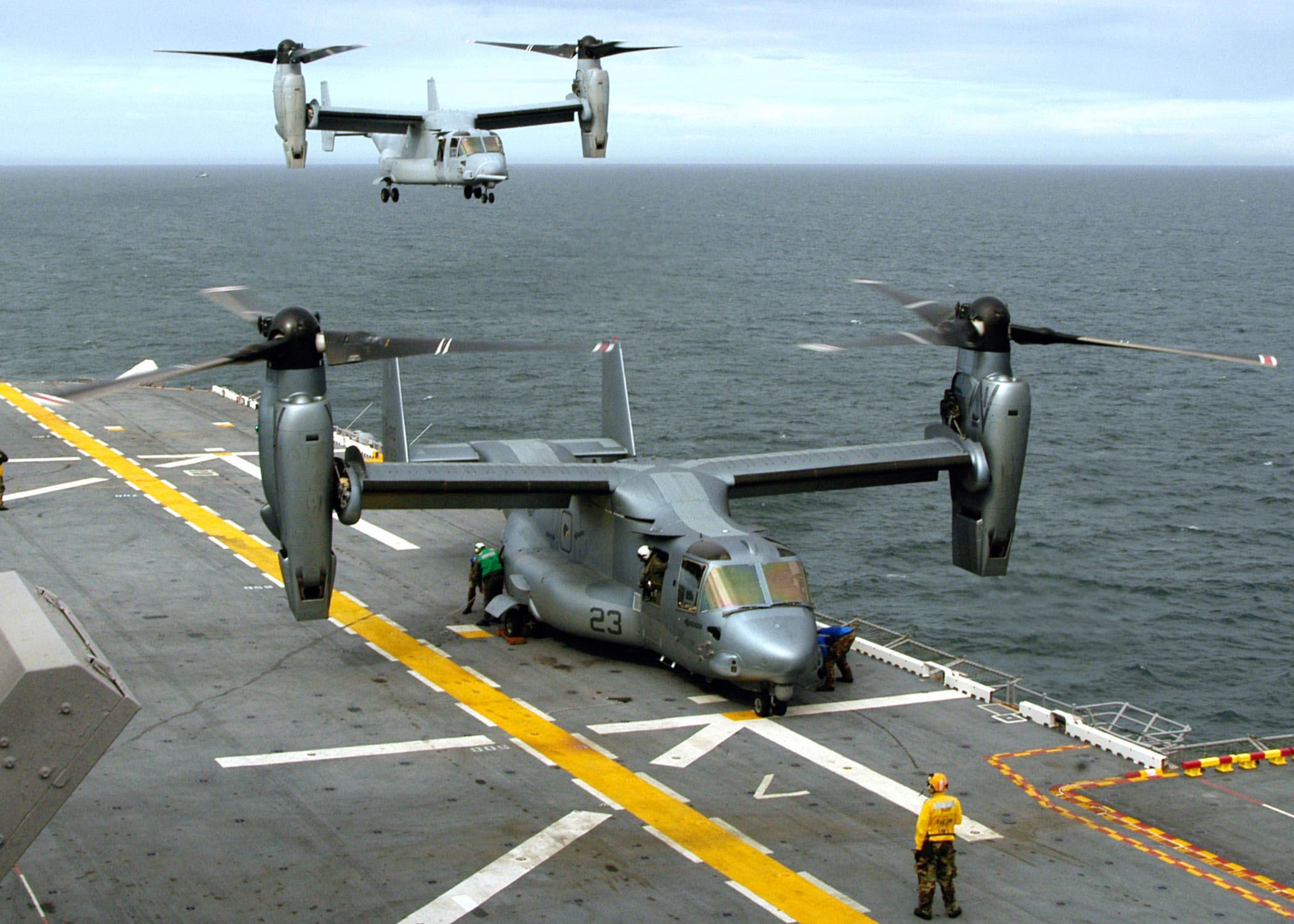
Zwei Osprey während Tests mit der Wasp

Im Welldeck kann jede Einheit der Klasse drei Luftkissenboote des Typs Landing Craft Air Cushioned (LCAC) mitführen. Alternativ passen zwei Landing Craft, Utility (LCU) oder je eines dieser Typen ins Welldeck. Für reine Angriffsmissionen können auch 40 Assault Amphibious Vehicles AAV7 transportiert werden, wenn diese nicht gefechtsbereit gemacht sind, bis zu 61.
Für gewöhnlich besteht der größte Teil der eingeschifften Luftflotte aus Transporthubschraubern des Typs Boeing-Vertol CH-46 Sea Knight (circa zwölf Exemplare) und Sikorsky CH-53 Sea Stallion (circa vier). Weitere Helikopter an Bord sind die Bell UH-1 Huey und die Bell AH-1W Super Cobra. Zusätzlich besitzt jedes Schiff noch bis zu sechs senkrechtstartende Kampfflugzeuge des Typs McDonnell Douglas AV-8B Harrier II. Gegenwärtig läuft außerdem die Zertifizierung der Flugdecks für die neuen Schwenkrotorflugzeuge Bell-Boeing MV-22 Osprey, die auf Dauer die veralteten Transporthubschrauber ersetzen sollen.
Je nach Mission und Fluggeräte-Auswahl können die Wasps zwischen 30 und 40 Maschinen mitführen.

### Bewaffnung und Elektronik

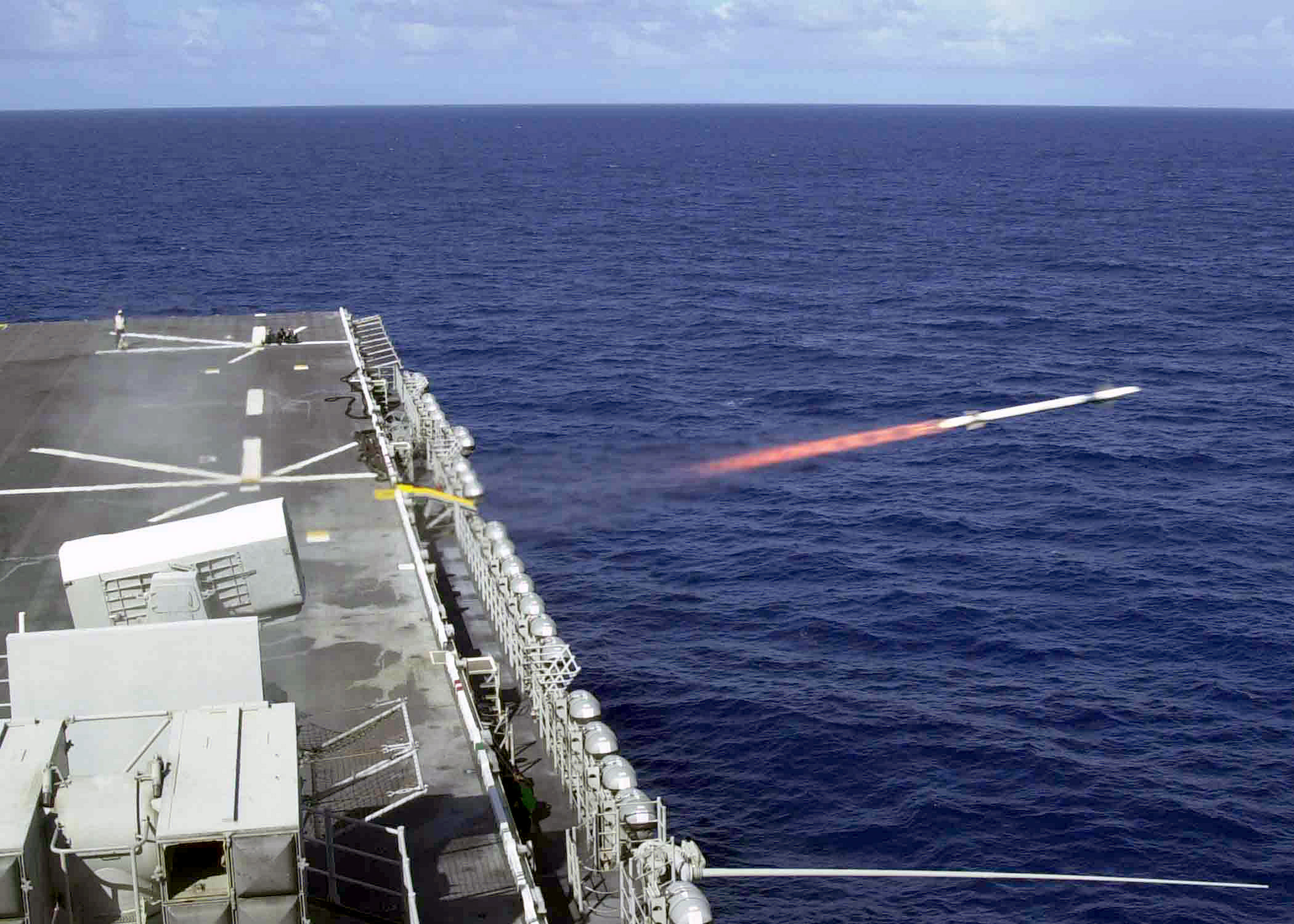
Start einer RAM von der Bataan

Die Hauptbewaffnung der Schiffe besteht aus zwei Startern für Flugabwehrraketen des Typs RIM-7 Sea Sparrow, inzwischen sind außerdem zwei Starter für RIM-116 Rolling Airframe Missile nachgerüstet worden. Zusätzlich sind zwei Nahbereichsverteidigungssysteme des Typs Phalanx CIWS installiert, ein drittes ist im Zuge der Einrüstung der RIM-116 entfallen. Je eine der Waffen befindet sich vor der Insel nach vorn gerichtet, das jeweils zweite Exemplar ist auf dem Heckspiegel installiert und sichert das Schiff nach achtern. Besonders zur Verteidigung gegen kleine Boote etwa im Hafen haben die Schiffe drei bis vier 25-mm-M242-Bushmaster-Maschinenkanonen und vier cal .50-Maschinengewehre.

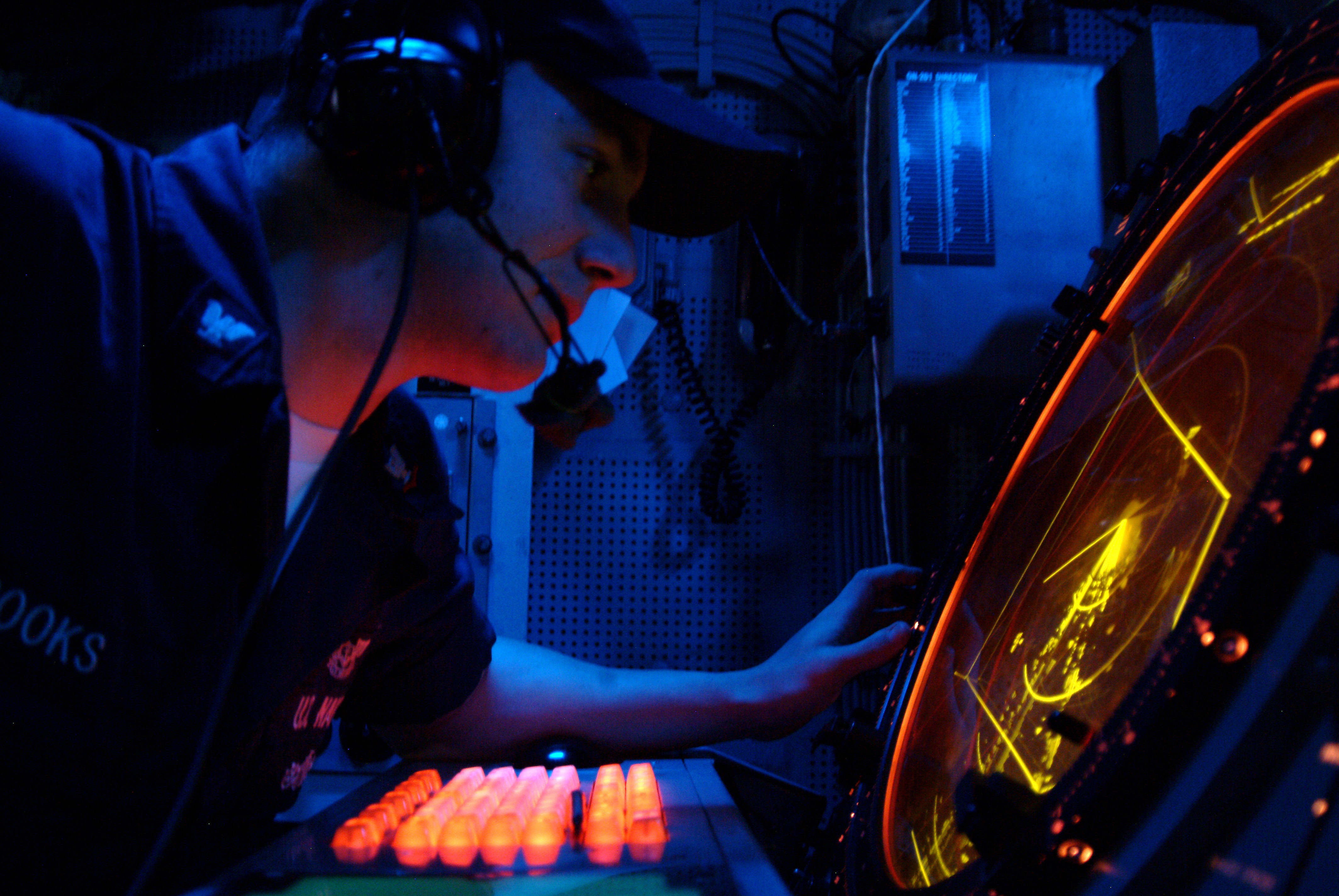
Luftraumüberwachung auf der Essex

Mehrere Radaranlagen überwachen die Umgebung der Schiffe. Zur 3-D-Luftraumüberwachung ist auf dem vorderen Mast ein SPS-48E mit einer Reichweite von rund 425 Kilometern installiert; damit zusammen arbeitet das 2-D-Luftraumüberwachungsradar SPS-49(V)5 (Reichweite 450 Kilometer) auf dem achteren Mast. Für die Oberflächenzielsuche wird ein SPS-67 eingesetzt, für die Navigation ein SPS-64. Als Feuerleitanlage wird das Mk. 91 eingesetzt, zwei dazugehörige Radarbeleuchter Mk. 95 illuminieren die Ziele für die Raketen. Hinzu kommen die drei Systeme SPN-35A, SPN-43B und SPN-47 für die Anflug- und Nahbereichs-Luftraumkontrolle.
Zum Schutz vor Angriffen verfügen die Schiffe der Wasp-Klasse über das elektronische Kampfsystem AN/SLQ-32(V)3, zur Ablenkung von anfliegenden feindlichen Raketen über das SRBOC-Täuschkörpersystem. Torpedos können von Nixie-Täuschkörpern abgelenkt werden. Inzwischen wurde auf allen Schiffen das CEC-Kampfsystem nachgerüstet, welche dieses nicht bereits ab Werk erhalten haben.

## Besatzung

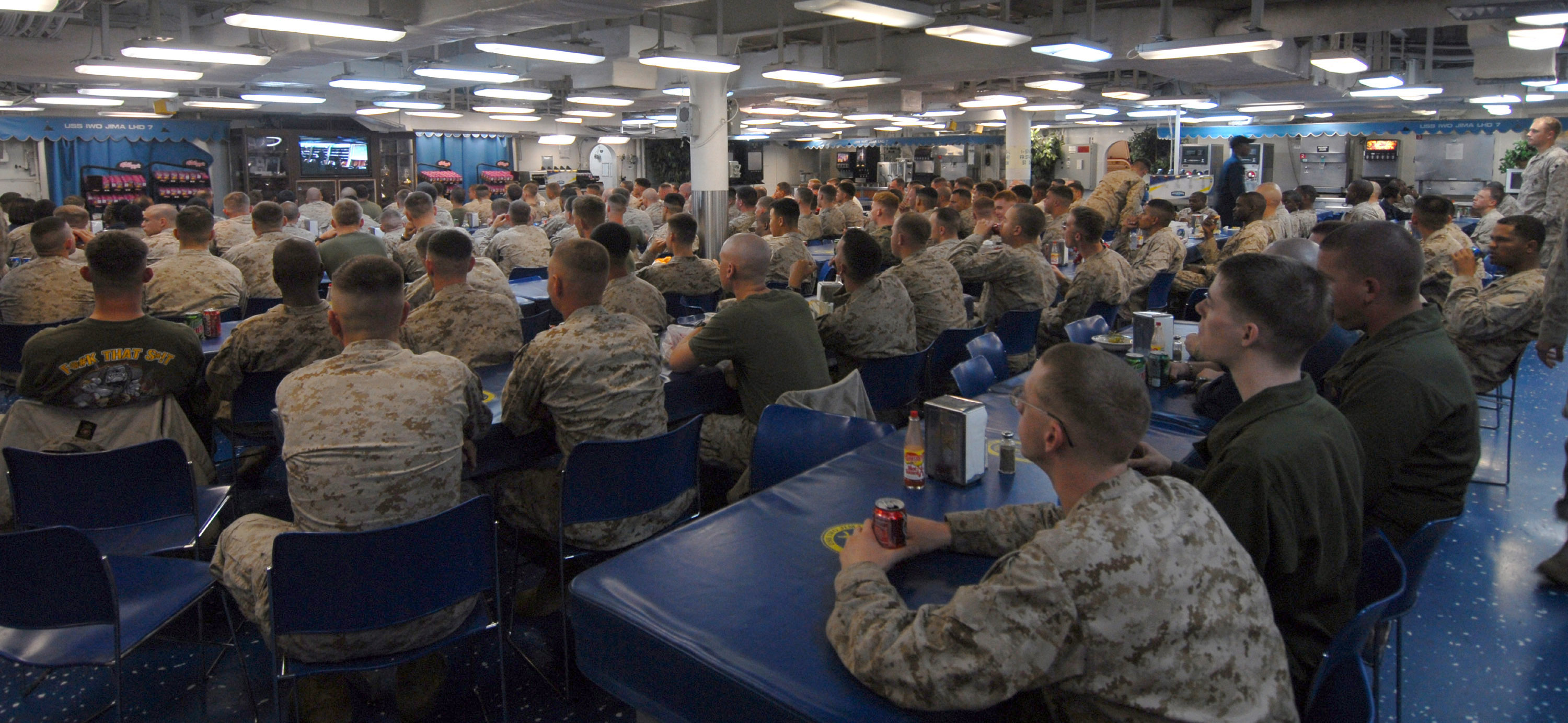
Die Messe der Iwo Jima während einer Filmnacht

Die Besatzung besteht für gewöhnlich aus 104 Offizieren, 1004 Matrosen und bis zu 1894 Soldaten des Marine Corps. Da der achterliche Bereich hauptsächlich vom Hangar und dem Welldeck sowie Frachtlagern belegt wird, ist die Crew im Bugbereich untergebracht. In diesem Bereich befinden sich auch die Messen und Aufenthaltsräume. Pro Tag werden auf jedem der Schiffe über 7000 Mahlzeiten ausgegeben. Dafür wird rund eine Tonne Fleisch verarbeitet, außerdem neben tiefgefrorenem auch über 50 Kilogramm frisches Gemüse und 770 frische und 150 Kilogramm gefrorene Eier. Zusätzlich konsumiert die Besatzung pro Tag 170 Kilogramm Früchte.
Für die Flotte wichtig sind vor allem auch die medizinischen Räume an Bord. Das Lazarett umfasst Platz für bis zu 600 Verletzte, es stehen sechs Operationssäle bereit.

## Einsatzprofil
Amphibische Angriffsschiffe werden hauptsächlich in Amphibious Ready Groups der US Navy eingesetzt. Diese sind um je ein Schiff der Wasp-Klasse gruppiert und enthalten außerdem noch ein Lastschiff etwa der neuen San-Antonio-Klasse oder der älteren Whidbey-Island- oder Harpers-Ferry-Klasse sowie Kriegsschiffe zur Verteidigung, etwa Zerstörer der Arleigh-Burke- oder Kreuzer der Ticonderoga-Klasse.
Diese Gruppen transportieren eine Marine Expeditionary Unit mitsamt ihrem schweren Gerät in Einsatzgebiete und ermöglichen es dieser, durch die Luftkissenboote oder per Helikopter auch an rauen, unbefestigten Küsten anzulanden. Solche Einsätze erfolgten etwa vor dem Irak. Teilweise werden die Kampfgruppen auch in pirateriegefährdeten Regionen, etwa zur Bekämpfung der Piraterie vor der Küste Somalias, eingesetzt, wo sie auf Notrufe von zivilen Schiffen reagieren.
Neben Kampfeinsätzen können die Schiffe vor allem während humanitärer Hilfsoperationen eingesetzt werden. Ihre Helikopter und Luftkissenboote können schnell große Mengen Nahrung, Wasser und Hilfsgüter in etwa durch Hochwasser verwüstete Regionen bringen. So stand die Essex während des Zyklons Nargis vor Birmas Küste bereit, die Hubschrauber erhielten aber keine Einflugerlaubnis in den nationalen Luftraum.